# Le canssôn dla piola 3
Le canssôn dla piola 3 è un album discografico del cantante italiano Roberto Balocco, pubblicato nel 1966 dall'etichetta discografica Fonit Cetra.
Le canzoni del disco sono tratte dallo spettacolo teatrale Canssôn & tradissiôn.

Organizzazione teatrale e discografica di Aldo Landi

Collaborazione musicale di Giancarlo Chiaramello.

In quarta di copertina la nota di Carla Perotti:
Una voce gentile, una chitarra garbata, una invenzione attenta ai temi della nostalgia, dell'umorismo, della protesta sociale: un "long play" restituisce al pubblico Roberto Balocco, con un linguaggio che è ancora una volta quello delle "piole", di un'allegria in cui la luce maliziosa dello scherzo brilla insieme ad un'intensa commozione popolare. Il modo in cui egli compone le sue esperienze con l'incastro snello e sicuro della tradizione rivela una capacità di espressione poetica che consente alla canzone di testimoniare la bellezza e la verità del folklore. Alle elaborazioni di antichi temi tradizionali si accompagnano arie e testi inediti di quello che è l'interprete più schietto e sensibile della canzone piemontese, chino con la sua bonaria ironia, con la sua sorridente generosità, sulla tavola che egli veste delle arguzie e dei colori di una inimitabile fantasia.

## Tracce
LATO A
1. I dômenichin (Roberto Balocco)
2. 'L gadan (Roberto Balocco)
3. Quand ch'a taparô i ciôch (Canzone popolare - elaborazione di R. Balocco)
4. La ratavôloira (Roberto Balocco)
5. L'anvisa-bôlôn (Roberto Balocco)
6. Lassela pa pì scapè (Canzone di P. Isler - elaborazione di R. Balocco)

LATO B
1. La giassa artificial (Canzone popolare - elaborazione di R. Balocco)
2. Romeo e Giulietta (Roberto Balocco)
3. La môncleisa (Canzone di Roberto Balocco ispirata da antichi temi popolari)
4. Se perdô st'ôcasiôn (Roberto Balocco)
5. Barôn Litrôn (Canzone popolare - elaborazione di R.Balocco)
6. 'L venditôr (Roberto Balocco)
7. Strambot piemônteis (Canto popolare - elaborazione R. Balocco)

## Musicisti
- Roberto Balocco - chitarra
- Gino Luone - basso